# Sovietul din Petrograd
Sovietul din Petrograd Deputaților Muncitorilor și Soldaților  (rusă Петроградский совет рабочих и солдатских депутатов, Petrogradskii soviet rabocih i soldațikih deputatov) a fost un consiliu municipal din Petrograd (Sankt Petersburg), capitala Imperiu Rus. Mai pe scurt, acest consiliu este numit și Sovietul din Petrograd  (rusă Петроградский совет, Petrogradskii soviet).
Sovietul a fost înființat în martie 1917, după succesul Revoluției din Februarie ca organ reprezentativ al muncitorilor și soldaților din oraș. În aceeași perioadă, orașul avea deja un consiliul municipal bine stabilit, Duma orașului Sankt Petersburg. În timpul perioadei frământate, revoluționare, sovietul a încercat să își extindă jurisdicția la nivel național, ca un rival al puterii centrale reprezentate de guvernul provizoriu, ducând la apariția a ceea ce istoriografia sovietică definea ca fiind dvoevlastie (puterea dublă). Diferitele comitete ale sovietului au fost componentele cheie din timpul  Revoluției Ruse și unele dintre ele au condus revolta armată a Revoluției din Octombrie.

## Istoric
Mai înainte de 1914, Petrogradul era numit Sankt Petersburg. În 1905, muncitorii din oraș au înființat Sovietul din Sankt Petersburg. Principalul precursor al Sovietului din Petrograd a fost Grupul Central al Muncitorilor (Центральная Рабочая Группа, Țentral'naia Rabociaia Gruppa), care a fost fondat de menșevici în 1915 pentru discuțiile dintre muncitorii din oraș și noul Comitet Central Militar-Industrial din Petrograd. Grupul s-a radicalizat în timpul Primului Război Mondial, în timp ce situația economică s-a deteriorat, ceea ce a încurajat declanșarea demonstrațiilor de stradă și emiterea de proclamații revoluționare. 
Pe 27 ianuarie 1917 (toate datele sunt pe stil vechi), toată conducerea a Grupului Central al Muncitorilor a fost arestată și închisă în Fortăreața Petru și Pavel, conform ordinului lui Alexander Protopopov, ministrului de interne al Imperiului Rus. Liderii Grupului au fost eliberați de o mulțime de soldați demobilizați în dimineața zilei de 27 februarie , iar președintele a hotărât să organizeze în aceeași zi alegeri pentru un Soviet al Duputaților Muncitorilor. 
În seara zilei de 27 februarie, la întâlnire convocată la  Palatul Taurida au venit între 50 și 300 de oameni (numărul depinde de sursă) . A fost ales un comitet executive provizoriu - Ispolkom – „Comitetul Executiv Provizoriu al Sovietului Deputaților Muncitorilor”. Comitetul îl avea în frunte pe Nikolai Chkheidze, iar cei mai mulți membri ai săi erau menșevici. (Chkheize avea să fie înlocuit de Irakli Tsereteli la sfârșitul lunii martie). Izvestia a fost ales să fie ziarul oficial al grupului. A doua zi, pe 28 februarie, a avut loc o sesiune plenară. Reprezentanții aleși ai muncitorilor din  fabrici și ai soldaților din forțele terestre au devenit membri ai sovietului. În continuare, menșevicii formau majoritatea deputaților. În două săptămâni, sovietul ajunsese să numere aproape 3.000 de deputați, majoritatea lor fiind soldați. Întâlnirile sovietului erau haotice, confuze și lipsite de discipline, practic doar o rampă de afirmare a oratorilor. Ispolkom-ul, comitetul executiv ai cărui membri erau afiliați politic, și-a asumat rapid sarcina conducerii și luării de decizii. 

### Președinte
- Nikolai Chkheidze, 12 martie  –19 septembrie 1917
- Lev Davidovici Troțki, 25 septembrie [S.V. 8 octombrie] 1917.[5] – 26 octombrie [S.V. 8 noiembrie] 1917
- Grigori Zinoviev, 13 decembrie 1917 – 26 martie 1926

### Comitetul executiv
Membrii Comitetului executiv, în limba rusă Исполнительный комитет – Ispolnitel’nîi komitet, pe scurt Ispolkom, erau numiți exclusiv din grupurile politice, fiecare partid socialist având câte trei reprezentanți (așa cum fusese convenit pe 18 martie). În acest fel a fost creat un grup conducător al intelectualilor radicali al sovietului format în principal de muncitori, soldați și țărani. Ședințele Comitetului executiv au fost mai intense și aproape la fel de dezordonate ca ședințele publice și au fost adesea extrem de lungi. 
Pe 1 martie, Comitetul executiv a hotărât să nu colaboreze și să rămână în afara oricărei  Dume. Acest lucru i-a permis grupului să nu-și asume vreo responsabilitate și să critice orice, fiind protejați în același timp de orice reacție ostilă. 
Pe 2 martie, Sovietul a primit programul în opt puncte al  Comitetului Provizoriu al Dumei de Stat,  a numit un comitet de supraveghere, (Наблюдательный комитет nabliudatel'nîi komitet) și a emis o declarație de sprijin condiționat. În plus, sovietul a subminat Guvernul Provizoriu prin emiterea propriilor ordine, începând cu Ordinul nr. 1 al Sovietului din Petrograd, care conținea șapte articole. Sovietul nu s-a opus continuării războiului – diviziunile interne au dus la apariția unei atitudini ambivalente – dar era în schimb profund îngrijorat de mișcările  contrarevoluționare din cadrul armatei și era hotărât să câștige clar de partea sa garnizoana locală. 

### Alte comitete
- Comitetul Revoluționar Militar din Petrograd, 19 octombrie 1917 – 18 decembrie 1917
- Comitetul pentru apărare revoluționară, 21 februarie 1918 – 3 martie 1918

## Lupta pentru putere cu Guvernul provizoriu
Sovietul din Petrograd a devenit un organism de putere alternativ la  guvernul provizoriu condus de prințul Gheorghi Evghenievici Lvov și mai târziu de  Aleksandr Kerenski. A fost creată în acest fel situația devenită cunoscută ca dvoevlastie (puterea duală), în care Sovietul din Petrograd s-a aflat în competiție pentru legitimitate cu guvernul provizoriu până la Revoluția din Octombrie.
Comitetul executiv (Ispolkom) al Sovietului din Petrograd a atacat în mod constant guvernul provizoriu, pe care îl definea ca fiind burghez, și a subliniat public puterea pe care o deținea de facto față de puterea de jure a guvernului. Astfel, sovietul deținea controlul total sau principal asupra poștei, telegrafului, presei, transportului pe cale ferată, aprovizionării cu alimente și a altor elemente de infrastructură. Sovietul a format pe 8 martie un „guvern din umbră” și o „comisie de contact” care să „informeze... [guvernul provizoriu] despre cererile poporului revoluționar, să exercite presiuni asupra guvernului să satisfacă aceste cereri și să exercite un control neîntrerupt al implementării acestora.” Pe 19 martie, controlul sovietului s-a extins și în unitățile militare de pe linia frontului odată cu numirea cu sprijinul  ministrului de război a comisarilor. 
În martie 1917, sovietul din Petrograd s-a aflat pe poziții diferite față de cea a muncitorilor, care au protestat împotriva lucrărilor sovietului prin organizarea de greve. Pe 8 martie, ziarul menșevic
Ziarul Muncitorilor a publicat un articol prin care pretindea că grevele discreditau sovietul pentru că muncitorii nu se supuneau hotărârilor acestuia.
Numărul membrilor Comitetului executiv (Ispolkom) a crescut la 19 în data de 8 aprilie, nouă membri reprezentând secțiunea soldaților și zece pe cea a  muncitorilor. Toți membrii erau socialiști, majoritatea reprezentând-o menșevicii împreună cu socialiști-revoluționarii. În acest comitet nu era niciun reprezentant bolșevic. După Congresul Sovietelor din întreaga Rusie (iunie/iulie 1917), Sovietul din Petrograd a început să accepte reprezentanți din alte partide din Rusia și din rândurile soldaților de pe front și și-a schimbat numele în  Congresul Sovietului din întreaga Rusie a Deputaților  Muncitorilor, Ostașilor și Țăranilor. Comitetul executiv a fost transformat în Comitetul Executiv Central al întregii Rusii (Всероссийский Центральный Исполнительный Комитет Vserossiiskii Țentral’nîi Ispolnitelnîi Komitet – VȚIK Всероссийский Центральный Исполнительный Комитет), un organism cu peste 70 de membri, în rândul cărora nu se număra niciun reprezentant al țăranilor. Întâlnirile în plen ale Comitetului au scăzut în intensitate de-a lungul unei scurte perioade de timp, de la întâlniri zilnice în primele săptămâni la mai puțin de una pe săptămână la sfârșitul lunii aprilie. 

## Accederea la putere a bolșevicilor
Creșterea puterii bolșevicilor de-a lungul anului 1917 este cunoscută ca bolșevizarea sovietelor. Bolșevicii și-au asumat rapid rolul de opoziție oficială și au profitat de intrarea la guvernare a socialiștilor pentru a-i ataca pentru eșecurile Guvernului provizoriu. Bolșevicii au declanșat o campanie puternică de propagandă. În iunie se publicau zilnic 100.000 de ziare din seria Pravda (inclusiv Солдатская Правда Soldatskaia Pravda – Adevărul Soldatului, Голос Правды Golos Pravdî – Vocea Adevărului și  Окопная Правда Okopnaia Pravda – Adevărul Tranșeului). În iulie au fost distribuite peste 350.000 de foi volante. Tulburările din 16-17 iulie conduse de bolșevici, nu și-au atins scopul și aceștia din urmă  au eșuat în încercarea de cucerire a puterii.
Venirea lui Kerenski la putere și șocul care a urmat izbucnirii scandalului Kornilov au polarizat puternic scena politică. Sovietul din Petrograd s-a deplasat constant spre stânga spectrului politic, în timp ce forțele politice de centru și dreapta s-au consolidat în jurul lui Kerensky. În ciuda evenimentelor din iulie, Ispolkom a întreprins acțiuni pentru apărarea bolșevicilor prin adoptarea rezoluțiilor din 4 și 8 august împotriva arestării și judecării bolșevicilor. Guvernul a adoptat o poziție prudentă fața de Ispolkom și a permis eliberarea mai multor lideri bolșevici pe cauțiune sau pe cuvânt de onoare. 
În alegerile municipale din 20 august, bolșevicii au obținut o treime din numărul total al voturilor, ceea ce a reprezentat o creștere cu 50% în numai trei luni. În timpul „Afacerii Kornilov”, Ispolkom  a fost forțat să folosească milițiile bolșevice împotriva așa-numitelor acțiuni „contrarevoluționare”. Kerensky a dispus distribuirea a 40.000 de puști muncitorilor din Petrograd, multe dintre acestea intrând în mâinile grupurilor bolșevice și ale Gărzilor Roșii formate de acestea.
În timp, numărul bolșevicilor din organizațiile sovietice a crescut, iar cel al menșevicilor și socialiștilor revoluționari a scăzut. Pe 25 septembrie, bolșevicii au obținut majoritatea în Secția Muncitorilor, iar Lev Davidovici Troțki a fost ales președinte. El a condus transformarea Sovietului într-un organ revoluționar conform orientărilor bolșevice. 

## Octombrie 1917

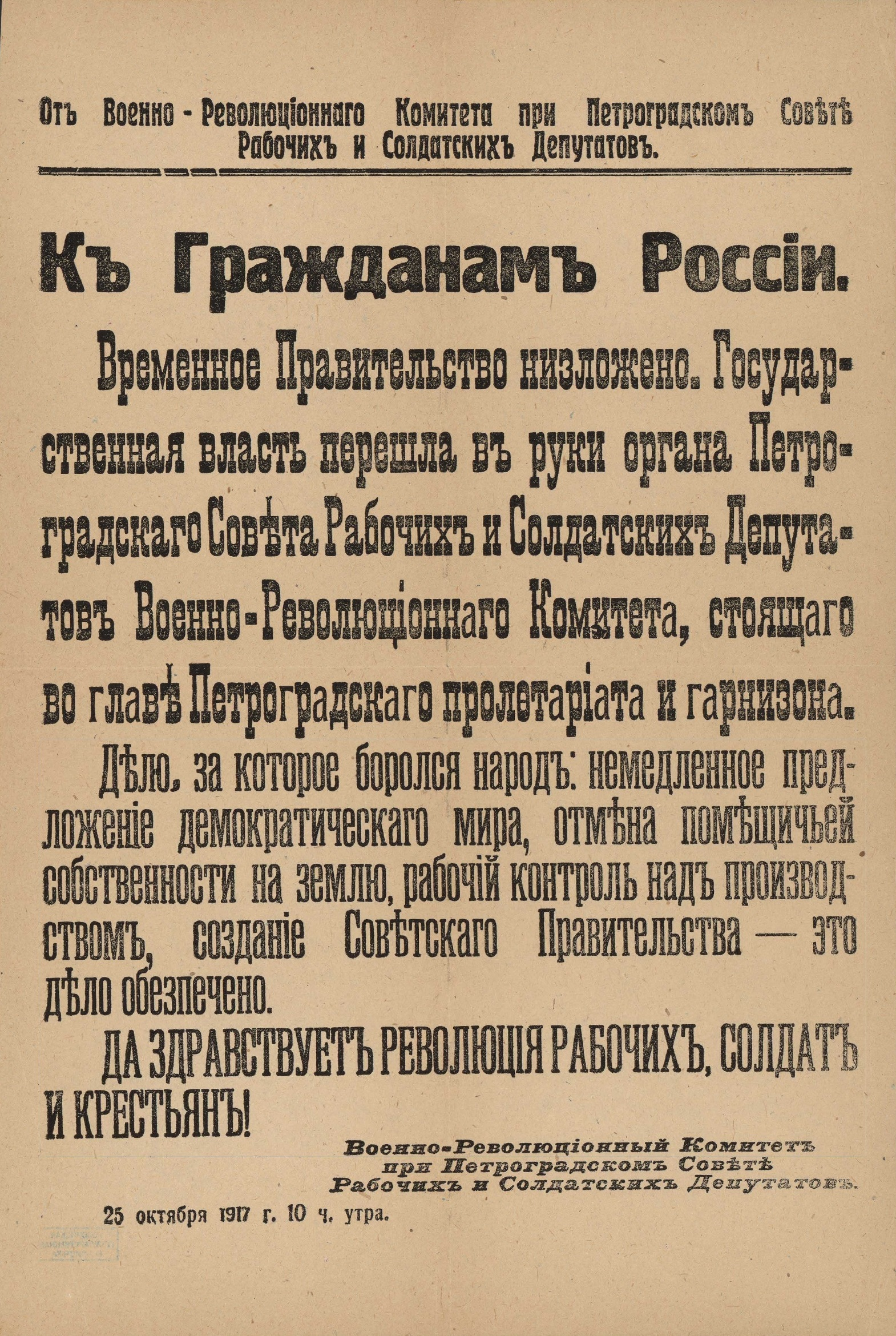
Proclamația Milrevcom cu privire la desființarea Guvernului provizoriu

Pe 6 octombrie, în condițiile în care înaintarea germană amenința orașul, guvernul, luând în considerare sfaturile primite de la comandanții militari, au început să facă planuri pentru evacuarea Moscovei. Ispolkom s-a opus evacuării, iar Torțki a obținut votul secțiuni ostășești care condamna mutarea guvernului. Guvernul provizoriu a amânat evacuarea sine die. Cererile guvernului de trimitere pe front a unităților garnizoanei au fost respinse de soldați, dar și de Ispolkom.
Pe 9 octombrie, sovietul a hotărât crearea „Comitetului pentru apărare revoluționară”.  Bolșevicii și Trolțki au introdus în rezoluția sovietului o prevedere care includea asigurarea securității Petrogradului împotriva atât a amenințărilor germane, cât și împotriva amenințărilor „interne”. Plenul sovietului a împuternicit comitetul să „mobilizeze ... toate forțele participante la apărarea Petrogradului ... să înarmeze muncitorii ... asigurând apărarea revoluționară a Petrogradului ... împotriva ... korniloviților militari și civili.” 
Ispolkom a aprobat rezoluția pe 12 octombrie, împotriva opoziției menșevicilor, iar sovietul a aprobat-o pe 16 octombrie, în ciuda avertismentelor menșevicilor și socialist-revoluționarilor, și a creat  Comitetul Revoluționar Militar (Военно-революционные комитеты Voenno-revoliuționnîe komitetî), pe scurt Milrevcom.
Comitetul Revoluționar Militar  a fost prezidat de Pavel Lazimir, avându-l ca adjunct pe Nikolai Podvoiskii. Milrevcom a fost organizația de fațadă care ascundea activitățile organizațiilor militare ale bolșevicilor. Podvoiskii avea să preia controlul oficial al comitetului în așa-numitei Revolte din octombrie. Secretarul lui  Podvoiskii a fost în acea perioadă Vladimir Antonov-Ovseenko. Ispolkom și guvernul provizoriu pierduseră în acele momente controlul asupra forțelor din Districtul militar Petrograd, doar câteva subunități rămânâdu-le loiale. 
Statul major al districtului Petrograd a fost marginalizat în noaptea zilei de 21 octombrie, când Milrevcom a preluat controlul exclusiv al garnizoanei în numele secțiunii ostășești a sovietului. Comandantul districtului militar, colonelul Polkovnikov, a refuzat să permită preluarea comenzii din mâinile sale și ale statului major, dar a fost condamnat într-o declarație publică a Milrevcom, fiind numit „o armă directă a forțelor contrarevoluționare”. Polkovnikov a reacționat printr-un ultimatum adresat sovietului, ceea ce a dus la amânarea negocierilor și întâlnirilor până pe 23 și 24 octombrie. 
Rebeliunea condusă de bolșevici a fost declanșată pe 24 octombrie, când forțele „liberale” au încercat să oprească funcționarea ziarului Pravda și au întreprins și alte măsuri pentru apărarea guvernului provizoriu. Milrevcom a răspuns prin trimiterea grupurilor înarmate care să preia controlul asupra oficiilor telegrafice și a podurilor mobile de peste fluviul Neva, pe care să le mențină coborâte. În acea noapte, bolșevicii au preluat rapid și fără mari probleme controlul asupra orașului, în condițiile în care marea majoritate a gărzilor și muncitorilor trecuseră de partea lor, luând parte activ la planurile "Milrevcom".
A doua zi dimineața, la ora 10, Milrevcom a emis un anunț redactat de Lenin prin care se anunța sfârșitul guvernului provizoriu și transferul puterii către Sovietul din Petrograd. În după-amiaza aceleiași zile, Troțki a convocat o sesiune extraordinară a sovietului, care să organizeze un al doilea Congres al Sovietelor. Delegații la acest congres erau majoritar bolșevici și socialist-revoluționari de stânga. 
Al doilea Congres al Sovietelor s-a deschis în marea sală a Institutului Smolnîi. Cei aproximativ 600 de delegați au ales un prezidiu format din 3 menșevici și 21 de bolșevici și socialist-revoluționari de stânga. 
A doua zi, Ispolkom a respins lucrările Congresului și a chemat sovietele și armata să apere revoluția. Ca răspuns, Congresul sovietelor a desființat Ispolkomul și l-a înlocuit cu un nou grup de 101 membri (din care 62 de bolșevici) prezidat de Lev Borisovici Kamenev. Congresul a aprobat două decrete, cel cu privire la pace și cel cu privire la terenul agricol,  precum și formarea unui nou guvern, Consiliul Comisarilor Poporului (Совет народных комиссаров / Совнарком, Sovet narodnîh komissarov, pe scurt Sovnarkom), care să guverneze până la finalizarea lucrărilor Adunării constituante. Sovnarkom răspundea în teorie numai în fața  Congresului Sovietelor]].

## Resurse internet
- http://nlr.ru/res/inv/ukazat55/record_full.php?record_ID=130534 Copii electronice ale „Izvestiei Sovietului Petrograd al Deputaților Muncitorilor și Armatei Roșii” (comuna de Nord) în ghidul Bibliotecii Naționale a Rusiei
- http://nlr.ru/res/inv/ukazat55/record_full.php?record_ID=126013 Copii electronice ale „Buletinului Lensovietului” („Buletinul Petrosovetului”) în ghidul Bibliotecii Naționale a Rusiei